# Kiyokata Kaburagi
Kiyokata Kaburagi (鏑木 清方, Kaburagi Kiyokata) est un peintre japonais des XIXe – XXe siècles, né le 31 août 1878, et décédé le 2 mars 1972.

## Introduction
Kiyokata Kaburagi est peintre et dessinateur. Dans un rapport à l'Académie des Beaux-Arts du Japon, Okakura Tenshin, directeur de cette même académie, définit en 1890 les six principes qui, selon lui, doivent orienter le futur art japonais. Les cinq premiers insistent sur la valeur de l'expression personnelle et de l'esprit artistique, sur la dignité et la noblesse des thèmes et sur une assise technique solide. Le sixième donne les grandes lignes du Nihon-ga (peinture à la japonaise) de l'époque moderne, l'accent étant porté particulièrement sur la peinture historique et l'ukiyo-e: « ...par ukiyo-e, dit-il, je n'entends pas simplement les habituels et merveilleux portraits de femmes, d'hommes et d'enfants; car l'ukiyo-e, tout comme les anciens rouleaux (emakimono), doit s'efforcer de décrire les coutumes et les apparences de l'époque moderne. En réalité, la peinture historique peut être appelée l'ukiyo-e du passé et l'ukiyo-e, la peinture historique de la période actuelle ». Et, de tous les artistes du Nihon-ga de la fin du XIXe  et du début du  XXe siècles, aucun n'a mieux répondu aux idéaux d'Okakura que Kiyokata Kaburagi: qu'il faut voir comme le créateur du nouvel ukiyo-e.

## Biographie
Dès son jeune âge, Kiyokata Kaburagi commence sa formation technique dans la tradition de l'ukiyo-e, en entrant dans l'atelier de Toshikata Mizuno (1866-1908), jeune artiste de l'ukiyo-e, disciple de Tsukioka Yoshotoshi, lui-même élève d'un maître de la fin de l'Époque d'Edo: Kuniyoshi. C'est là que Kiyokata Kaburagi parvient à maîtriser la technique de la peinture à l'eau de l'ukiyo-e, qui reste la caractéristique fondamentale de toute son œuvre. Toutefois, homme de son temps, il s'avère rapidement très réceptif aux styles réalistes et impressionniste de la peinture occidentale et se met à étudier non seulement le yō-ga (peinture de style occidental) de ses prédécesseurs et contemporains tel que Kuroda Seiki, mais encore l'œuvre de Renoir et plus particulièrement ses portraits de femmes.

## Style et réalisme
Ses premières peintures, exposées dès 1897, sont un effort de synthèse entre le réalisme occidental et l'ukiyo-e traditionnel en contenant déjà tous les éléments que l'on retrouve, en plus raffinés, dans ses travaux de la maturité: l'émotion humaine, le contenu historique contemporain, un compromis entre le réalisme et l'abstraction dans lequel les ombres ont à peu près complètement disparu. s'il n'est pas le seul, ni le plus important des artistes dans la tradition ukiyo-e, on lui doit néanmoins de continuer ce style sans en perdre la fraîcheur et la pureté. Quant à l'ancien genre bijin-ga (portrait de belles dames), il sait lui conférer une chaleur humaine et une profondeur émotive qu'il n'a jamais connues auparavant: le réalisme de ses portraits rivalise indiscutablement avec celui des œuvres à l'huile occidentales. En tant que peintre de l'Ère Meiji, il se trouve nécessairement confronté avec les problèmes thématiques et stylistiques nés de la rencontre entre l'est et l'ouest: la synthèse particulièrement réussie que constitue son œuvre est due à l'acuité critique de son regard qui lui permet de puiser aux sources les plus variées sans pour autant tomber  dans l'éclectisme et la confusion.

## Parcours artistique et mémoires
En 1917, il remporte le premier prix au Salon officiel du Ministère de l'Éducation (Bunten) avec une paire de paravents intitulée Cheveux noirs; en 1929, il est élu à l'Académie Impériale des Beaux-Arts et, en 1954, il est décoré de l'Ordre du Mérite Culturel. Depuis cette date, il expose annuellement, et son œuvre fait l'objet de plusieurs grandes manifestations rétrospectives patronnées par les journaux Asahi et Mainichi à Tokyo et Yokohama. Les quatre dernières années de son existence s'écoulent paisiblement dans sa retraite de Kamakura, où il se consacre à ses écrits: Mémoires (Koshikata no Ki), qui ne représente qu'une partie de toute sa production littéraire, et qui paraissent en 1961 en s'augmentant d'une Suite (Tsuzuku Koshikata no Ki) en 1969.